# ロイ電器
株式会社ロイ電器（ロイでんき、英語名:Roi Electric Appliance Ltd.）は、CD、DVDの流通および販売をする東京都の企業。
かつてはインターネットカフェやメイド喫茶等の事業も行っていたが、現在はラムタラを中心とするセルビデオ店の運営（メディア販売事業）を軸とし、買取販売市場ムーランを秋葉原に出店し中古メディア販売へ参入した。
ハリウッドビデオ（レンタルビデオ店）の閉店とともに、レンタルビデオ事業からは撤退している。
ビジネスホテル「HOTEL La Firenze」の運営（ホテル事業）や不動産業も行っている。またフランチャイジーとしても大きく運営しておりドンドンダウンなどのアパレル業に力を入れている。アパレルでは他に、本社ビル1Fにファッションリサイクル「ひまわり」がある。
グループ企業として「株式会社東京セルビデオ販売」「株式会社ラムセス」がある。主に音楽CD、DVD、書籍、雑貨の流通業など幅広く行っている。

## 沿革
- 1972年1月 創立 ナショナルショップニシオカ電化サービス
- 1978年3月 設立 社名を、株式会社 ロイ電器に変更 法人化
- 2008年4月 現在 直営店舗 24店